# アルスロンガ、ウィータブレウィス
アルスロンガ、ウィータブレウィス（羅: Ars longa, vita brevis）は古代ギリシアの医学者ヒポクラテスの著書『箴言』の冒頭をラテン語訳したもの。日本語訳では「技術は長く、人生は短し」、つまり「（医療）技術の習得には時間がかかるため、時間を無駄にしてはならない」を意味する警句。
ラテン語訳では、"vita brevis, ars vero longa"（人生は短く、技術は確かに長い）もあり、「短い一生で技術を極めるのは難しい」、転じて「芸術は永遠」とも解される。

## 変遷
| ὁ βίος βραχὺς, ἡ δὲ τέχνη μακρὴ, ὁ δὲ καιρὸς ὀξὺς, ἡ δὲ πεῖρα σφαλερὴ, ἡ δὲ κρίσις χαλεπή. δεῖ δὲ οὐ μόνον ἑωυτὸν παρέχειν τὰ δέοντα ποιεῦντα, ἀλλὰ καὶ τὸν νοσέοντα, καὶ τοὺς παρεόντας, καὶ τὰ ἔξωθεν. | 人生は短く、技術は長い。 時機は逸しやすい。 経験は危うく、判断は難しい。 医者は自分自身にとって正しいことをするのに備えるだけでなく、患者、付添人、その他外部のことに対処することにも備えなければならない。 |
| —ヒポクラテス『箴言』i.1. | —Francis Adamsによる英訳からの重訳 |

大意としては「人が手技を学ぶにはあまりにも時間がかかるため、一生涯は十分ではないだろう」という意味であり、この警句はルキウス・アンナエウス・セネカの『人生の短さについて』I.1に、"Inde illa maximi medicorum exclamatio est. 'vitam brevem esse, longam artem'"（そこから、医者たちの中でも最も偉大な人のあの発言があるのだ。「人生は短く、技術は長い」という。）と引用されている。
『箴言』は古くからラテン語に翻訳され、ダンテによって上記のフレーズは医術の代名詞として有名になり、19世紀においても医者のバイブルとされた。8-9世紀の現存する最も古い翻訳は、テオドリック (東ゴート王)の時代のラヴェンナで翻訳されたものを原本にしていると考えられており、翻訳者の名前は不明で、"Vita brevis ars (autem) prolixa tempus (acutum) vero velox experimentum autem fallens (fallax)..." と、longa の代わりに prolixa が使われている。
シェイクスピアの『マクベス』、ディケンズの『クリスマス・キャロル』でも人生の短さについて触れており、ゲーテは『ファウスト』で、人生と技術の順番を入れ替えて使っている。

| Wagner. Ach Gott! die Kunst ist lang! Und kurz ist unser Leben. | ワーグナー ああ。芸術はながく、 人生はみじかしでございます。 |
| —(558-559行)（Reclam版）                                        | —手塚富雄訳                                                  |

ゲーテはラテン語よりもギリシア語に通じており、あえてよく知られた順番の入れ替わったラテン語訳を元にしていると思われるが、このセリフはワーグナーの知ったかぶりを揶揄するものと多くの学者が分析しているものの、何故順番を入れ替えたかについての説明はなく、技術を強調するために、あえて入れ替えたとも推測できる。独文学者高橋義孝は「Seneca がラテン語化した Hippokrates の言葉 „Ars longa, vita brevis“ を、これみよがしに引いたものである」と注釈を施した。
英語圏では Art is long, life is short と訳される。
ラテン語 ars から派生した英語の art は、17世紀以降に「学芸」「芸術」という意味にも用いられるようになった。
そのため、本来の意味から離れて、現代ではしばしば「芸術家の人生は短いが、その芸術作品は長く残る」という意味でも用いられる。

## その他の引用
- 欧州で有名な学歌「Gaudeamus igitur」（ガウデアームス・イギトゥル）の別名「De Brevitate Vitae」（人生の短さについて）はこの格言にちなむ[要出典]。
- 直木三十五の名言に「芸術は短く貧乏は長し」があり、横浜市金沢区の旧宅跡に石碑がある[11]。
- イングランドのロック・バンドであるザ・ナイスが、1968年に発表した2作目のアルバムの題名に採用した。